# Радиус-вектор
Ра́диус-ве́ктор (обозначается буквой {\displaystyle r} со стрелкой: {\displaystyle {\vec {r}}} или набираемой жирным шрифтом: {\displaystyle \mathbf {r} }) — вектор, задающий положение точки в пространстве (например, евклидовом) относительно некоторой заранее фиксированной точки, называемой началом координат. Понятие используется в математике (геометрии) и физике.

## Радиус-вектор в геометрии
Для произвольной точки в пространстве радиус-вектор — это вектор, идущий из начала координат в эту точку.
Длина, или модуль, радиус-вектора — расстояние, на котором точка находится от начала координат, стрелка вектора указывает направление на эту точку пространства.
На плоскости углом радиус-вектора называется угол, на который радиус-вектор повёрнут относительно оси абсцисс в направлении против часовой стрелки.

## Запись в различных системах координат

### Двумерное пространство
- Декартовы координаты: {\displaystyle \quad {\vec {r}}=x{\vec {e}}_{x}+y{\vec {e}}_{y}}
- Полярные координаты: {\displaystyle \quad {\vec {r}}=\rho {\vec {e}}_{\rho }}

### Трёхмерное пространство
- Декартовы координаты: {\displaystyle \quad {\vec {r}}=x{\vec {e}}_{x}+y{\vec {e}}_{y}+z{\vec {e}}_{z}}
- Цилиндрические координаты: {\displaystyle \quad {\vec {r}}=\rho {\vec {e}}_{\rho }+z{\vec {e}}_{z}}
- Сферические координаты: {\displaystyle \quad {\vec {r}}=\rho {\vec {e}}_{\rho }}

### n-мерное пространство
- Декартовы координаты: {\displaystyle \quad {\vec {r}}=x_{1}{\vec {e}}_{1}+x_{2}{\vec {e}}_{2}+...+x_{n}{\vec {e}}_{n}}

## Радиус-вектор в кинематике
В кинематике изменение радиус-вектора со временем, то есть вектор-функция {\displaystyle {\vec {r}}(t)}, определяет движение материальной точки. Если указанная функция известна, на её основе могут быть вычислены скорость и ускорение: 
{\displaystyle {\vec {v}}(t)={\frac {{\mbox{d}}{\vec {r}}(t)}{{\mbox{d}}t}}={\dot {\vec {r}}}(t)}
{\displaystyle {\vec {a}}(t)={\frac {{\mbox{d}}^{2}{\vec {r}}(t)}{{\mbox{d}}t^{2}}}={\ddot {\vec {r}}}(t)},
где точка сверху обозначает дифференцирование по времени, а две точки — двукратное дифференцирование. 
В таком виде запись применима к системе координат любого типа. Но переход к трём координатам декартовой, цилиндрической и сферической систем осуществляется по-разному. Например, если для декартовых координат {\displaystyle {\vec {v}}={\dot {x}}{\vec {e}}_{x}+{\dot {y}}{\vec {e}}_{y}+{\dot {z}}{\vec {e}}_{z}}, то для цилиндрической системы имеем не 
{\displaystyle {\vec {v}}={\dot {\rho }}{\vec {e}}_{\rho }+{\dot {\varphi }}{\vec {e}}_{\varphi }+{\dot {z}}{\vec {e}}_{z}}, а выражение: {\displaystyle {\vec {v}}={\dot {\rho }}{\vec {e}}_{\rho }+\rho {\dot {\varphi }}{\vec {e}}_{\varphi }+{\dot {z}}{\vec {e}}_{z}}; ускорение в последнем случае: {\displaystyle {\vec {a}}=({\ddot {\rho }}-\rho {\dot {\varphi }}^{2}){\vec {e}}_{\rho }+(2{\dot {\rho }}{\dot {\varphi }}+\rho {\ddot {\varphi }}){\vec {e}}_{\varphi }+{\ddot {z}}{\vec {e}}_{z}}.